# Sycamore (comtat de Delaware)
Sycamore és una concentració de població designada pel cens del Comtat de Delaware, a l'estat d'Oklahoma, als Estats Units d'Amèrica.

## Demografia
Segons el cens dels Estats Units del 2000 Sycamore tenia 183 habitants, 55 habitatges, i 48 famílies. La densitat de població era de 17,1 habitants per km².
Dels 55 habitatges en un 49,1% hi vivien nens de menys de 18 anys, en un 60% hi vivien parelles casades, en un 16,4% dones solteres, i en un 12,7% no eren unitats familiars. En el 10,9% dels habitatges hi vivien persones soles l'1,8% de les quals corresponia a persones de 65 anys o més que vivien soles. El nombre mitjà de persones vivint en cada habitatge era de 3,33 i el nombre mitjà de persones que vivien en cada família era de 3,54.
Per edats la població es repartia de la següent manera: un 35,5% tenia menys de 18 anys, un 7,7% entre 18 i 24, un 26,2% entre 25 i 44, un 24% de 45 a 60 i un 6,6% 65 anys o més.
L'edat mediana era de 30 anys. Per cada 100 dones de 18 o més anys hi havia 93,4 homes.
La renda mediana per habitatge era de 44.250 $ i la renda mediana per família de 44.250 $. Els homes tenien una renda mediana de 30.000 $ mentre que les dones 28.125 $. La renda per capita de la població era de 9.218$. Entorn del 19,6% de les famílies i el 8,9% de la població estaven per davall del llindar de pobresa.

## Poblacions properes
El següent diagrama mostra les poblacions més properes.